# خوسيه أنطونيو رودريغيز (مجدف)
خوسيه أنطونيو رودريغيز (بالإسبانية: José Antonio Rodríguez Martínez)‏ هو مجدف إسباني، ولد في 23 مايو 1968 في كاستروبول في إسبانيا.

## وصلات خارجية
- خوسيه أنطونيو رودريغيز على موقع الاتحاد الدولي للتجديف (الإنجليزية)
- خوسيه أنطونيو رودريغيز على موقع اللجنة الأولمبية الدولية (الإنجليزية)
- خوسيه أنطونيو رودريغيز على موقع أوليمبيديا (الإنجليزية)